# Tswaaneng
Tswaaneng è un villaggio del Botswana situato nel distretto Meridionale, sottodistretto di Barolong. Il villaggio, secondo il censimento del 2011, conta 679 abitanti.

## Località
Nel territorio del villaggio sono presenti le seguenti 6 località:
- Lokgalo con 75 abitanti,
- Lokgalo con 2 abitanti,
- Maratadima con 6 abitanti,
- Matlhakane con 7 abitanti,
- Mphabatho con 2 abitanti,
- Tswaanyaneng/Maruapula con 95 abitanti